# Уго Гільямон
Уго Гільямон (ісп. Hugo Guillamón, нар. 31 січня 2000, Л'Еліана) — іспанський футболіст, захисник клубу «Валенсія» та національної збірної Іспанії.

## Клубна кар'єра
Народився 31 січня 2000 року в місті Л'Еліана. Вихованець футбольної школи клубу «Валенсія».
У дорослому футболі дебютував 2017 року виступами за команду «Валенсія Месталья», в якій провів три сезони, взявши участь у 58 матчах третього іспанського дивізіону. 
З 2020 року залучається до складу основної команди «Валенсії».

## Виступи за збірні
2016 року дебютував у складі юнацької збірної Іспанії (U-17), загалом на юнацькому рівні взяв участь у 29 іграх.
У складі збірної U-19 ставав переможцем юнацького Євро-2019.

## Титули і досягнення
- Чемпіон Європи (U-17) : 2017
- Чемпіон Європи (U-19): 2019
- Переможець Середземноморських ігор: 2018

## Статистика виступів

### Статистика клубних виступів
Станом на 19 червня 2020
| Сезон             | Команда             | Чемпіонат         | Чемпіонат | Чемпіонат | Національний кубок | Національний кубок | Національний кубок | Континентальні кубки | Континентальні кубки | Континентальні кубки | Інші змагання | Інші змагання | Інші змагання | Усього | Усього | Усього |
| Сезон             | Команда             | Ліга              | Ігор      | Голів     | Ліга               | Ігор               | Голів              | Ліга                 | Ігор                 | Голів                | Ліга          | Ігор          | Голів         | Ігор   | Голів  |        |
| ----------------- | ------------------- | ----------------- | --------- | --------- | ------------------ | ------------------ | ------------------ | -------------------- | -------------------- | -------------------- | ------------- | ------------- | ------------- | ------ | ------ | ------ |
| 2017–18           | «Валенсія Месталья» | СДБ               | 11        | 0         |                    | -                  | -                  |                      | -                    | -                    |               | -             | -             | 11     | 0      |        |
| 2018–19           | «Валенсія Месталья» | СДБ               | 29        | 1         |                    | -                  | -                  |                      | -                    | -                    |               | -             | -             | 29     | 1      |        |
| 2019–20           | «Валенсія Месталья» | СДБ               | 18        | 1         |                    | -                  | -                  |                      | -                    | -                    |               | -             | -             | 18     | 1      |        |
| 2019–20           | «Валенсія»          | ПД                | 3         | 0         | КІ                 | 0                  | 0                  | ЛЧ                   | 0                    | 0                    |               | -             | -             | 3      | 0      |        |
| Усього за кар'єру | Усього за кар'єру   | Усього за кар'єру | 61        | 2         |                    | 0                  | 0                  |                      | 0                    | 0                    |               | -             | -             | 61     | 2      |        |